# Giuseppe Raimondo Pio Cesàro

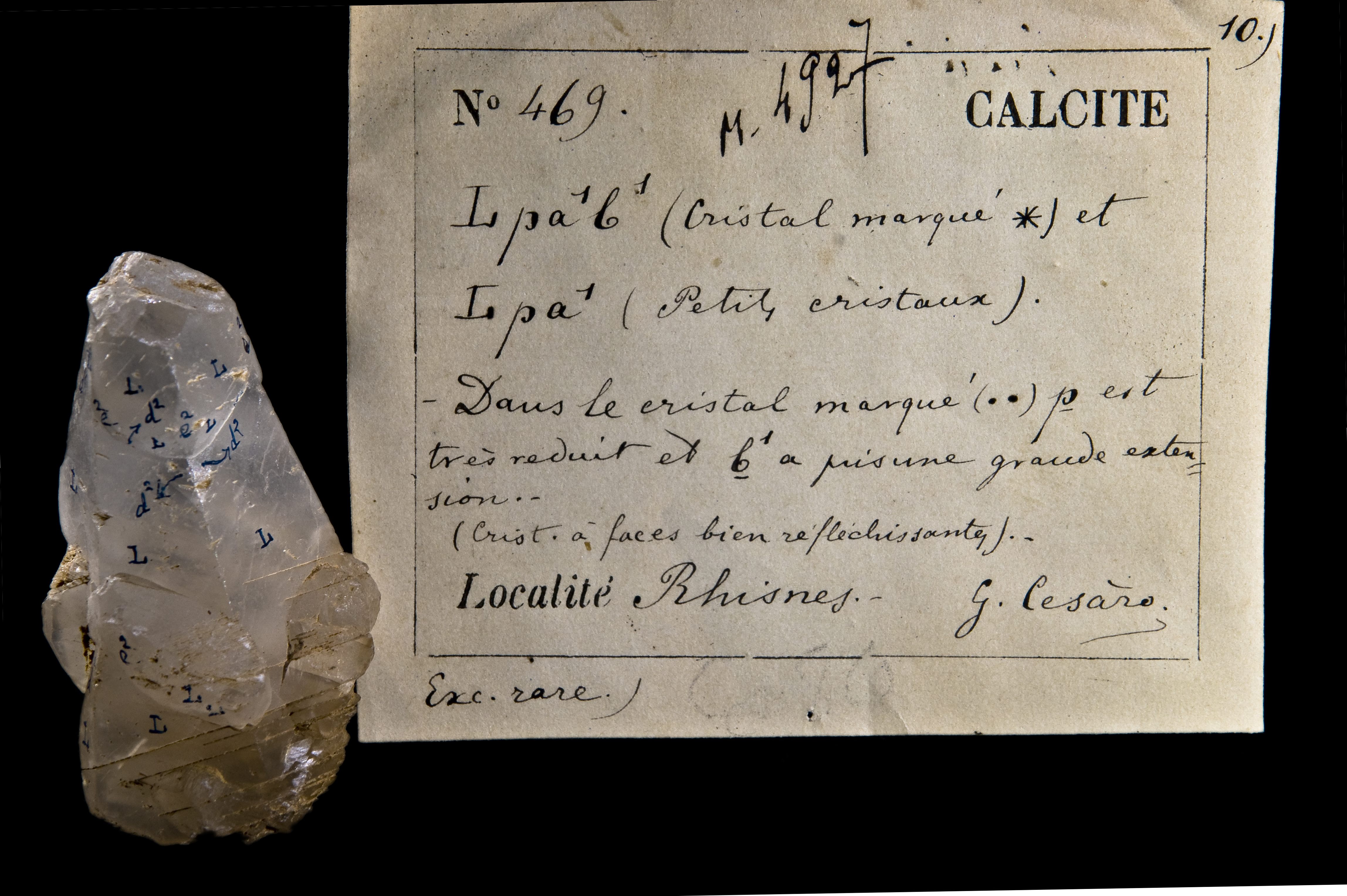
Calzit und handschriftliche Notiz von Giuseppe Raimondo Pio Cesàro

Giuseppe Raimondo Pio Cesàro (* 7. September 1849 in Neapel; † 20. Januar 1939 in Comblain-au-Point) war ein belgischer Mineraloge.
Cesáro war der ältere Bruder des Mathematikers Ernesto Cesàro. Er studierte in Neapel (ursprünglich wollte er Ingenieur werden) und ab 1866 an der École des Mines in Lüttich. Aufgrund seines rebellischen Charakters und Gesundheitsproblemen musste er nach zwei Jahren die Universität verlassen (er hatte nur einen Kandidaten-Titel). Er arbeitete als Assistent des Geologieprofessors Gustave de Walque (Dewalque, 1826–1905) in Lüttich. 1888 wurde er belgischer Staatsbürger. Seine Arbeiten verschafften ihm 1891 (nachdem de Walque emeritierte) einen Ruf als Dozent an die Universität Lüttich, wo er Kurse über Kristallographie und Mineralogie gab. 1895 wurde er Professor (ab 1900 als ordentlicher Professor). Während des Ersten Weltkriegs forschte er in Cambridge. 1919 wurde er Direktor des mineralogischen Museums in Lüttich. 1921 emeritierte er.
Er befasste sich mit beschreibender, theoretischer und optischer Kristallographie und den Mineralien Belgiens und Italiens (Gegend von Neapel) sowie mit Calcit. 1906 reiste er noch einmal nach Neapel anlässlich des Ausbruchs des Vesuvs.
Er wurde vom belgischen König als Mathematiklehrer für den Kronprinzen Leopold III. ausgewählt.
Er war seit 1894 korrespondierendes und seit 1906 volles Mitglied der Königlichen Akademie der Wissenschaften und Schönen Künste von Belgien und Mitglied der Lütticher Gesellschaft der Wissenschaften. 1915 erhielt er den Gegner Preis der Académie des sciences. Deren Mitglied war er seit 1930. Er war Großoffizier des Leopoldsordens, Kommandeur des italienischen Kronordens und trug das Offizierskreuz des Ritterordens des hl. Mauritius und Lazarus.
Cesàro publizierte 1927 die Erstbeschreibung des Minerals Fraipontit und ist Namensgeber des von seinem Schüler Henri Buttgenbach erstbeschriebenen Minerals Cesàrolith.

## Schriften
- Elements de Cristallographie et de Mineralogie, Lüttich 1914
- Description des minéraux phosphatés, sulfatés et carbonatés du sol belge 1896